# Melanie Chisholm
Melanie Jayne Chisholm (Whiston, 12 januari 1974) is een Britse zangeres, die vooral bekend werd als Sporty Spice in de meidengroep Spice Girls. Als soloartiest treedt ze vooral op onder de naam Mel(anie) C.

## Levensloop
Als jong meisje had Chisholm al belangstelling voor dans en toneel. Op haar middelbare school speelde ze in schooltoneelstukken. Ook ontwikkelde ze een sterke zangstem. Haar ambitie om popster te worden is misschien ontstaan toen ze haar moeder Joan zag optreden in clubs. Op de Doreen Bird Dance School werkte Chisholm hard en slaagde voor haar examen. Ze deed verschillende audities voor musicals maar werd niet aangenomen. Langzaam vervaagde haar hoop ooit een hoofdrol op West End te vervullen en ze richtte zich op een andere ambitie, het maken van een plaat. Ze deed auditie voor een popgroep die uiteindelijk de Spice Girls zou worden. Hiermee werd Chisholm bekend als Sporty Spice en toerde de hele wereld over en scoorde verschillende nummer 1-hits.
In 1998 begon ze met een solocarrière. In Nederland scoorde ze, los van de Spice Girls, twee nummer 1-hits in zowel de Nederlandse Top 40 als de Mega Top 100: Never Be the Same Again met Lisa 'Left Eye' Lopes (TLC) in 1999 en I Turn to You in 2000. Beide singles zijn afkomstig van het album Northern Star.
Zij staat op de derde plaats onder de Britse artiesten die de meeste singles hebben geschreven, direct na John Lennon en Paul McCartney. Ze is ook de enige vrouwelijke artiest die in Engeland de nummer 1 bereikte als onderdeel van een kwintet, kwartet, als duo en als soloartiest. Zij heeft wereldwijd 30 miljoen platen verkocht in haar solocarrière en meer dan 145 miljoen met de Spice Girls.
Ze was coach in het 5de seizoen van The Voice Kids UK in 2021. Daarnaast is ze coach in het 14de seizoen van The Voice Australia.

## Trivia
- Haar album Beautiful Intentions uit 2005 is in eigen beheer uitgebracht (Red Girl Records).
- In april 2007 kwam Chisholms vierde soloalbum This Time uit. Het is haar tweede soloalbum onder eigen beheer (Red Girl Records).
- Op 22 februari 2009 kreeg Chisholm samen met haar ex-partner een dochter.

## Discografie

### Albums
- Northern Star (1999)
- Reason (2003)
- Beautiful Intentions (2005)
- This Time (2007)
- The Sea (2011)
- Stages (2012)
- Version of Me (2016)
- Melanie C (2020)

| Album met eventuele hitnotering(en) in de Nederlandse Album Top 100 | Datum van verschijnen | Datum van binnenkomst | Hoogste positie | Aantal weken | Opmerkingen |
| ------------------------------------------------------------------- | --------------------- | --------------------- | --------------- | ------------ | ----------- |
| Northern star                                                       | 1999                  | 06-11-1999            | 8               | 49           |             |
| Reason                                                              | 2003                  | 22-03-2003            | 62              | 3            |             |
| Beautiful intentions                                                | 2005                  | 21-05-2005            | 98              | 1            |             |

| Album met hitnotering(en) in de Vlaamse Ultratop 200 albums | Datum van verschijnen | Datum van binnenkomst | Hoogste positie | Aantal weken | Opmerkingen |
| ----------------------------------------------------------- | --------------------- | --------------------- | --------------- | ------------ | ----------- |
| Beautiful intentions                                        | 2005                  | 28-05-2005            | 90              | 2            |             |
| Northern star                                               | 1999                  | 13-05-2000            | 28              | 12           |             |
| This time                                                   | 2007                  | 01-09-2007            | 92              | 1            |             |

### Singles
| Single met eventuele hitnotering(en) in de Nederlandse Top 40 | Datum van verschijnen | Datum van binnenkomst | Hoogste positie | Aantal weken | Opmerkingen                                                     |
| ------------------------------------------------------------- | --------------------- | --------------------- | --------------- | ------------ | --------------------------------------------------------------- |
| When you're gone                                              | 30-11-1998            | 19-12-1998            | 6               | 14           | met Bryan Adams / #7 in de Mega Top 100                         |
| Goin' down                                                    | 27-09-1999            | -                     |                 |              | #64 in de Mega Top 100                                          |
| Never Be the Same Again                                       | 20-03-2000            | 08-04-2000            | 1(2wk)          | 15           | met Lisa 'Left Eye' Lopes / Alarmschijf / #1 in de Mega Top 100 |
| I Turn to You                                                 | 07-08-2000            | 12-08-2000            | 1(4wk)          | 13           | / #1 in de Mega Top 100                                         |
| If that were me                                               | 27-11-2000            | 23-12-2000            | 14              | 5            | Alarmschijf                                                     |
| Here it comes again                                           | 24-02-2003            | 15-03-2003            | 36              | 2            |                                                                 |
| On the Horizon                                                | 26-05-2003            | 14-06-2003            | 16              | 6            |                                                                 |
| Yeh yeh yeh                                                   | 15-09-2003            | 13-09-2003            | tip14           | -            |                                                                 |
| Next best superstar                                           | 18-04-2005            | 23-04-2005            | tip7            | -            |                                                                 |
| First day of my life                                          | 30-09-2005            | 10-12-2005            | tip11           | -            |                                                                 |

| Single met hitnotering(en) in de Vlaamse Ultratop 50 | Datum van verschijnen | Datum van binnenkomst | Hoogste positie | Aantal weken | Opmerkingen               |
| ---------------------------------------------------- | --------------------- | --------------------- | --------------- | ------------ | ------------------------- |
| When you're gone                                     | 1998                  | 26-12-1998            | 16              | 12           | met Bryan Adams           |
| Never be the same again                              | 2000                  | 08-04-2000            | 4               | 17           | met Lisa 'Left Eye' Lopes |
| Northern star                                        | 1999                  | 15-01-2000            | tip9            | -            |                           |
| I turn to you                                        | 2000                  | 19-08-2000            | 8               | 12           |                           |
| If that were me                                      | 2000                  | 30-12-2000            | tip15           | -            |                           |
| Here it comes again                                  | 2003                  | 01-03-2003            | tip2            | -            |                           |
| On the horizon                                       | 2003                  | 07-06-2003            | tip5            | -            |                           |
| Yeh yeh yeh                                          | 2003                  | 20-09-2003            | tip12           | -            |                           |
| Next best superstar                                  | 2005                  | 07-05-2005            | tip3            | -            |                           |
| First day of my life                                 | 2005                  | 31-12-2005            | tip3            | -            |                           |

### NPO Radio 2 Top 2000
| Nummer met noteringen in de NPO Radio 2 Top 2000 | '07  | '08-'09 | '10  |
| ------------------------------------------------ | ---- | ------- | ---- |
| When You're Gone (met Bryan Adams)               | 1659 | -       | 1933 |

1. ↑  Een '-' betekent dat het nummer niet was genoteerd en een vetgedrukt getal geeft de hoogste notering aan.
2. ↑  2007 was het eerste jaar met een notering voor dit nummer.
3. ↑  Deze tabel is bijgewerkt tot en met de meest recente editie (2024).

## Publicatie
- 2022: Who I Am: My Story (in de Verenigde Staten verschenen onder de titel The Sporty One. My Life as a Spice Girl, in het Nederlands verschenen onder de titel Sporty. Mijn leven als Spice Girl) - autobiografie